# Karl Eberhard Schöngarth
Karl Eberhard Schöngarth est un SS-Brigadeführer allemand, né le 22 avril 1903 à Leipzig et mort exécuté le 16 mai 1946 à Hamelin.
Il a été membre du Sicherheitsdienst (SD), et a dirigé des unités de la Sicherheitspolizei (SiPo) ; il a aussi été placé à la tête d’un Einsatzgruppe. Il est en conséquence associé à la Shoah : il est de surcroît l’un des participants de la conférence de Wannsee qui s'est tenue en janvier 1942, sous la direction de son supérieur hiérarchique Reinhard Heydrich, pour mettre au point les conditions pratiques de mise en œuvre de la solution finale de la question juive.
Après la guerre, il a été condamné à mort puis exécuté.

## Biographie
En 1933, Schöngarth devient membre du SD, le service de renseignements de la SS.
Pendant l'invasion de la Pologne, il est promu SS-Obersturmbannfuhrer et devient inspecteur en chef dans la SiPo à Dresde.
En janvier 1941, il est envoyé à Cracovie en tant que chef du SD local. Dans Varsovie, Radom et Lublin, il prépare alors la formation des Einsatzgruppen qui sont des « unités spéciales d’intervention » dont l'objet est de commettre des massacres de masse après le début de l’invasion de l'Union soviétique, derrière la ligne de front. Lui-même, à la tête d’une telle unité, se rend responsable du meurtre de plus de 10 000 Juifs entre juillet et septembre 1941, notamment le massacre des professeurs de Lwow en juillet. Schöngarth participe à la conférence de Wannsee organisée par Reinhard Heydrich et l'un de ses collaborateurs, Adolf Eichmann, le 20 janvier 1942 dans la banlieue de Berlin, pour mettre au point les modalités de mise en œuvre de la solution finale de la question juive.
À partir de juillet 1944 et jusqu'à la fin de la guerre, Schöngarth est le chef de la Gestapo aux Pays-Bas.
Schöngarth est arrêté par les Alliés à la fin de la guerre. Après des recherches sur son passé, il est en particulier inculpé pour l’assassinat d’un pilote allié abattu le 21 novembre 1944. Il est jugé par un tribunal militaire britannique à Steinfurt et reconnu coupable de ce crime de guerre le 11 février 1946 : il est condamné à être pendu et, trois mois plus tard, est exécuté dans la prison de Hameln par le bourreau Albert Pierrepoint.

## Résumé de sa carrière dans la SS

### Promotions
- Untersturmführer [c] – 9 novembre 1936
- Obersturmführer – 30 janvier 1938
- Hauptsturmführer – 20 avril 1938
- Sturmbannführer – 1er août 1938
- Obersturmbannführer – 10 septembre 1939
- Standartenführer – 1er janvier 1940
- Oberführer – 30 janvier 1941
- Brigadeführer und Generalmajor der Polizei – 30 janvier 1943

### Principales décorations
- Croix du Mérite de guerre - 1re classe avec épées
- SS-Ehrenring
- Médaille du sport du Reich (en)
- Dague d'honneur des SS (en)